# Masny Churchyard
Masny Churchyard is een Britse militaire begraafplaats gelegen in de Franse plaats Masny (Noorderdepartement). De begraafplaats wordt onderhouden door de Commonwealth War Graves Commission.
De begraafplaats telt een Brits graf uit de Eerste Wereldoorlog.